# Kolo sreče (TV-kviz)
Kolo sreče (original: Wheel of Fortune) je ameriški televizijski kviz, ki ga je ustvaril Merv Griffin.
Od 6. januarja 1975, ko je bila na sporedu prva oddaja NBC, šov v katerem tekmovalci rešujejo besedne uganke, neprekinjeno teče še danes. 19. maja 2019 je bila na sporedu že okrogla 7.000 oddaja.
Že od 19. septembra 1983 se šov predvaja v sindikaciji, kar pomeni da ga predvajajo na več različnih komercialnih televizijskih postajah po državi hkrati, izven državnega konglomerata velikih treh. 

## Pravila igre
Preko ugibanja črk tekmovalci sestavljajo besede in besedne zveze in pobirajo praktične in denarne nagrade. Glavna nagrada je brezplačen najem avtomobila Ford Focus za eno leto.

## Slovenska različica

### 1989–90: Prvotna prirejena verzija na RTV z Mitom Trefaltom
Leta 1989 se je na 1. programu takratne RTV Ljubljana, začela predvajati prva slovenska različica šova pod imenom Kolo sreče, ki ga je vodil Mito Trefalt, njegova asistentka pa je bila Damjana Golavšek, kjer so vrteli kolo in delili različne praktične nagrade, glavna pa najprej avtomobil in nato montažna hiša. 
Oddajo je spremljala znamenita starinska lesena skrinjica, v kateri so bile skrite praktične nagrade. Ni šlo za licenčno različico; prisotni so bili kolo in nagrade, sicer pa ni potekala po pravilih izvirne ameriške različice. Oddajo, ki je trajala 90 minut so predvajali vsako drugo soboto.
Sklepni trenutek vsake oddaje je bilo vrtenje kolesa sreče. Predstavnik zmagovalne družine je kolo zavrtel trikrat in če vsota treh števil ni presegla številke 100, so dobili miniavtomobil s štartno številko, s katerim so si zagotovili sodelovanje v zadnji oddaji. Golavšekova je odpirala majhne skrinjice s praktičnimi nagradami, za katere so se potegovali zgolj telefonski klicatelji. V eni izmed skrinjic je bil skrit tudi zlat prstan. Tega je dobil klicatelj, ki je izbral skrinjico s srečno številko. V primeru, da prstana niso odkrili, je bilo v naslednji oddaji manj skrinjic in tako večja možnost za nagrado.
Oddajo, ki je tekla v živo in katere del so bili tudi družinski skeči in skrite kamere je režirala Trefaltova žena Meta Leskovšek.
| Sezona | Sezona | Epizode | Televizija    | Začetek            | Konec              |
| ------ | ------ | ------- | ------------- | ------------------ | ------------------ |
|        | 1      | 18      | RTV Ljubljana | 30. september 1989 | 9. junij 1990      |
|        | 2      | 1       | RTV Ljubljana | 29. september 1990 | 29. september 1990 |

### 1994: Kviz po ameriški licenci na RTV z Mavretičem in Mirjam Poterbin
Leta 1994 je k nam na RTV Slovenija prišel prvi pravi kviz Kolo sreče posnet po ameriški licenci, urednik je bil Mito Trefalt, režiser pa Njegoš Maravič. Ta se je povsem razlikoval od tiste prvotne verzije nekaj let pred tem. Tekmovalci so namreč ugibali črke na praznih poljih na velikem zaslonu in si pri pravilno ugotovljenih končnih geslih prislužili tudi praktične nagrade. Oddajo je vodil Gorazd Mavretič, njegova asistentka, ki je odpirala prazna polja pa je bila Mirjam Poterbin, sicer danes bolj znana kot mati Luke Dončića. Oddaja je bila na sporedu dobra štiri leta, v ozadju prenehanja snemanja in predvajanja pa so bile po vsej verjetnosti predrage licenčne pravice, pojavila pa se je tudi konkurenca v obliki komercialne televizije.

### 2023: Kviz po ameriški licenci na Planet TV z Klemnom Bučanom
13. februarja 2023 je po dolgem času prišel k nam na Planet TV spet kviz, posnet po pravilih ameriškega Wheel of Fortune z ugibanjem praznih polj. Oddajo vodi znani igralec, voditelj in stand-up komik Klemen Bučan, ki je prej vodil že druge kvize, pomaga pa mu asistentka Nataša Naneva.
Na koncu druge sezone sta na sporedu posebni dve praznični oddaji z znanimi Slovenci, božična (23.12.) in novoletna (30.12.).
| Sezona | Sezona | Epizode | Epizode                                      | Začetek                                      | Konec             | Televizija |
| ------ | ------ | ------- | -------------------------------------------- | -------------------------------------------- | ----------------- | ---------- |
|        | 1      | 39      | 39                                           | 13. februar 2023                             | 10. maj 2023      | Planet TV  |
|        | 2      | 47      | 45                                           | 4. september 2023                            | 13. december 2023 | Planet TV  |
| 1      | 2      | 47      | 23. december 2023 (posebna božična oddaja)   | 23. december 2023 (posebna božična oddaja)   |                   | Planet TV  |
| 1      | 2      | 47      | 30. december 2023 (posebna novoletna oddaja) | 30. december 2023 (posebna novoletna oddaja) |                   | Planet TV  |
|        | 3      | 30      | 20                                           | 6. maj 2024                                  | 6. junij 2024     | Planet TV  |
| 8      | 3      | 30      | 9. december 2024                             | 19. december 2024                            |                   | Planet TV  |
| 1      | 3      | 30      | 23. december 2024 (posebna božična oddaja)   | 23. december 2024 (posebna božična oddaja)   |                   | Planet TV  |
| 1      | 3      | 30      | 30. december 2024 (posebna novoletna oddaja) | 30. december 2024 (posebna novoletna oddaja) |                   | Planet TV  |
|        | 4      | 16      | 16                                           | 12. maj 2025                                 | 5. junij 2025     | Planet TV  |

Št. oddaj do vključno 5. junija 2025.